# Anna Huttenlocher
Anna Huttenlocher (* 1961) ist eine US-amerikanische Ärztin und Zellbiologin. Sie arbeitet an der University of Wisconsin–Madison als Professorin für Medizinische Mikrobiologie, Immunologie und Pädiatrie.

## Leben
Huttenlocher beendete 1983 ihr Studium am Oberlin College (Ohio) mit einem Bachelor-Abschluss in Biologie. 1988 wurde sie zum Doktor der Medizin (M.D.) an der Harvard University in Cambridge (Massachusetts) promoviert.
Nachdem sie an der University of California, San Francisco und an der University of Illinois at Urbana-Champaign als Ärztin und Zellbiologin tätig war, ist sie seit 2003 Professorin an der University of Wisconsin-Madison. Dort leitet sie an der Abteilung für Medizinischer Mikrobiologie und Immunologie das Huttenlocher Laboratory. Ihre Forschungsgebiete sind die Zell- und Molekularbiologie, wo sie die Mechanismen der Zellmigration beim Ablauf von Entzündungsprozessen und die Regulation angeborener Immunitäten untersucht. Als Ärztin arbeitet sie am University of Wisconsin Hospital auf dem Gebiet der Kinderrheumatologie.
Anna Huttenlocher ist die Tochter des Neuropädiaters und Neurowissenschaftlers Peter Huttenlocher und der Entwicklungspsychologin Janellen Huttenlocher.

## Auszeichnungen
Huttenlocher wurde 2015 zum Mitglied der National Academy of Medicine gewählt und 2017 zum Mitglied der American Society for Cell Biology ernannt.

## Schriften (Auswahl)
- Cell Adhesion. In: Textbook of the Autoimmune Diseases. Lippincott Williams & Wilkins, Philadelphia 2000, ISBN 978-0-7817-1505-8.
- Cell polarization mechanisms during directed cell migration. In: Nature Cell Biology. Band 7, S. 336–337, 2005. doi:10.1038/ncb0405-336